# LMT MARS-L步槍
MARS-L（英語：Modular Ambidextrous Rifle System - Light，模組化雙邊操作步槍系統—輕型）是一系列由路易斯機械與工具公司（LMT）生產的AR-15，最大特點為採用了一體式導軌平臺（英語：Monolithic Rail Platform，簡稱MRP）系列一體式上機匣。曾配上軍規下機匣銷售，自紐西蘭合約起改為配上新的MARS-L雙邊操作下機匣銷售。MARS-L上所有鋼製部件皆通過磁粒檢測。

## 歷史
LMT在2003年推出了市場上首款真正一體式構造的MRP上機匣，同期的一體式上機匣還有柯爾特LE6940和阿瑪萊特SPR 1，但LE6940和SPR 1仍有部分導軌可以拆下而非真正一體式構造。

#### 紐西蘭合約
2015年8月，CQB16獲選為紐西蘭國防軍新的制式步槍，取代自1988年起使用的AUG。儘管獲選步槍搭配的是軍規Guardian 2000下機匣，實際交付時步槍全數改為新的MARS-L雙邊操作下機匣。紐西蘭國防軍的步槍後來在2018年出現撞針斷裂、槍機座耗損過快等問題，LMT在保固下免費為紐西蘭國防軍的全數步槍更換出現問題的部件。

#### 特戰司令部抑制上機匣組
2018年，LMT曾以其密閉空間武器（CSW）參加USSOCOM的抑制上機匣組（英語：Suppressed Upper Receiver Group，簡稱SURG）測試，最終獲勝的為SIG Sauer的MCX SURG。

#### 愛沙尼亞合約
2017年7月，愛沙尼亞啟動新型制式步槍標案，預計以最高7500萬歐元購買約20,000支5.56 NATO及7.62 NATO步槍。新合約採購的步槍預定取代愛沙尼亞陸軍第一步兵旅的Galil及第二步兵旅的Ak 4。
在2017年8月，共有14家公司提交了標書，愛沙尼亞國防投資中心（ECDI）在當中挑選了9家公司進行測試，分別為：
- ：黑克勒&科赫（H&K）
- ：SIG Sauer
- ：加拿大柯特
- ：「射手」拉多姆兵工廠（英语：FB "Łucznik" Radom）
- ：捷克兵工廠（CZ）
- ：以色列武器工業（IWI）
- ：路易斯機械與工具公司（LMT）
- ：愛國者軍械工廠（POF）
- ／：薩柯／皮埃特羅·貝瑞塔武器製造廠

2018年1月，H&K、SIG Sauer、LMT及POF向ECDI提交了報價。但當中POF因步槍交付出現延誤而被排除，最終受測步槍分別為：
- H&K：HK416 A5 - 11"／HK416 A5 - 14.5"／HK417 A2 - 16.5"
- SIG Sauer：MCX Virtus／SIG716G2 DMR
- LMT：MLCPS／MWS

2018年12月，MLCPS／MWS擊敗H&K及SIG Sauer的步槍，獲選為愛沙尼亞國防軍新的制式步槍。MARS步槍在測試中的表現與H&K及SIG Sauer的步槍不相伯仲，主要獲選原因為LMT提出的價格較低：LMT的價格為2,270萬歐元、SIG Sauer的價格為2,760萬歐元、而H&K的價格為4,550萬歐元。SIG Sauer曾在2018年12月及2019年2月對標案結果提出兩次異議，但皆未對標案結果造成影響。最終，愛沙尼亞於2019年7月在愛荷華州達文波特與LMT簽訂採購合約。
愛沙尼亞國防軍採用的為短行程活塞版本，並採用了12及14.3英寸槍管兩種型號。愛沙尼亞選用短行程活塞的原因為擔憂直噴式系統排出的氣體會對士兵造成健康問題。
在愛沙尼亞國防軍2020年年報中，提到國防軍在2020年接收了6,050支5.56 NATO步槍及500支7.62 NATO步槍，並預計在2021年接收餘下的18,340支步槍。由於肺炎疫情，步槍交付受到影響，ECDI一直保持與LMT溝通，並希望最後一批步槍能在2022年上半年完成交付。
在年報中，愛沙尼亞國防軍亦提到MARS步槍可以透過更換槍管以更換口徑的能力，並形容其為「踏進未來的重要一步」，因此未來若北約更換口徑時，愛沙尼亞國防軍也許會沿用此次採用的MARS步槍。

#### 瑞士合約
2025年2月23日，LMT公佈其與瑞士防務設備供應商SWISSLOXX AG合作取得瑞士聯邦國防軍的合約。此合約旨在為聯邦國防軍供應多種口徑的步槍，當中又以5.56 NATO步槍為重點。
瑞士聯邦國防軍與愛沙尼亞國防軍一樣，採用了短行程活塞版本的MARS-L。瑞士採用了16及12英寸槍管兩種型號，分別稱為Stgw 25（德語：Sturmgewehr 25，突擊步槍25年型）及Stgw 25 k（德語：Sturmgewehr 25 kurz，突擊步槍25年型短型）。
軍事顧問Marco Dâmaso亦提到，有瑞士槍店正在銷售採用9英寸.300 BLK槍管、以及Law Tactical摺疊槍托的MARS-L，可能暗示為聯邦國防軍所採用的其他配置。

## 設計

#### 上機匣

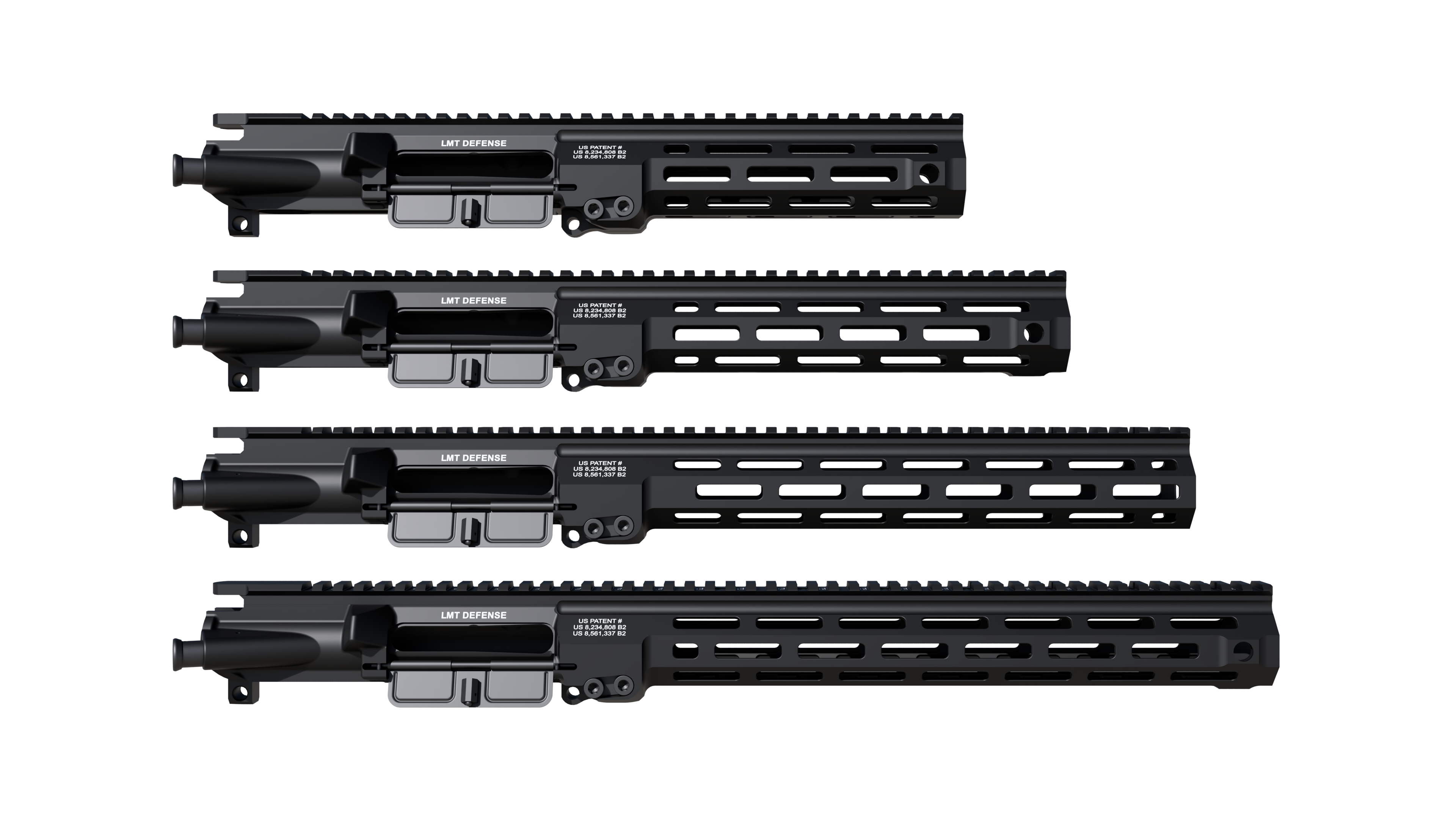
不同長度的MRP M-LOK上機匣，上至下分別為Compact、MLC、SPECWAR及MLR

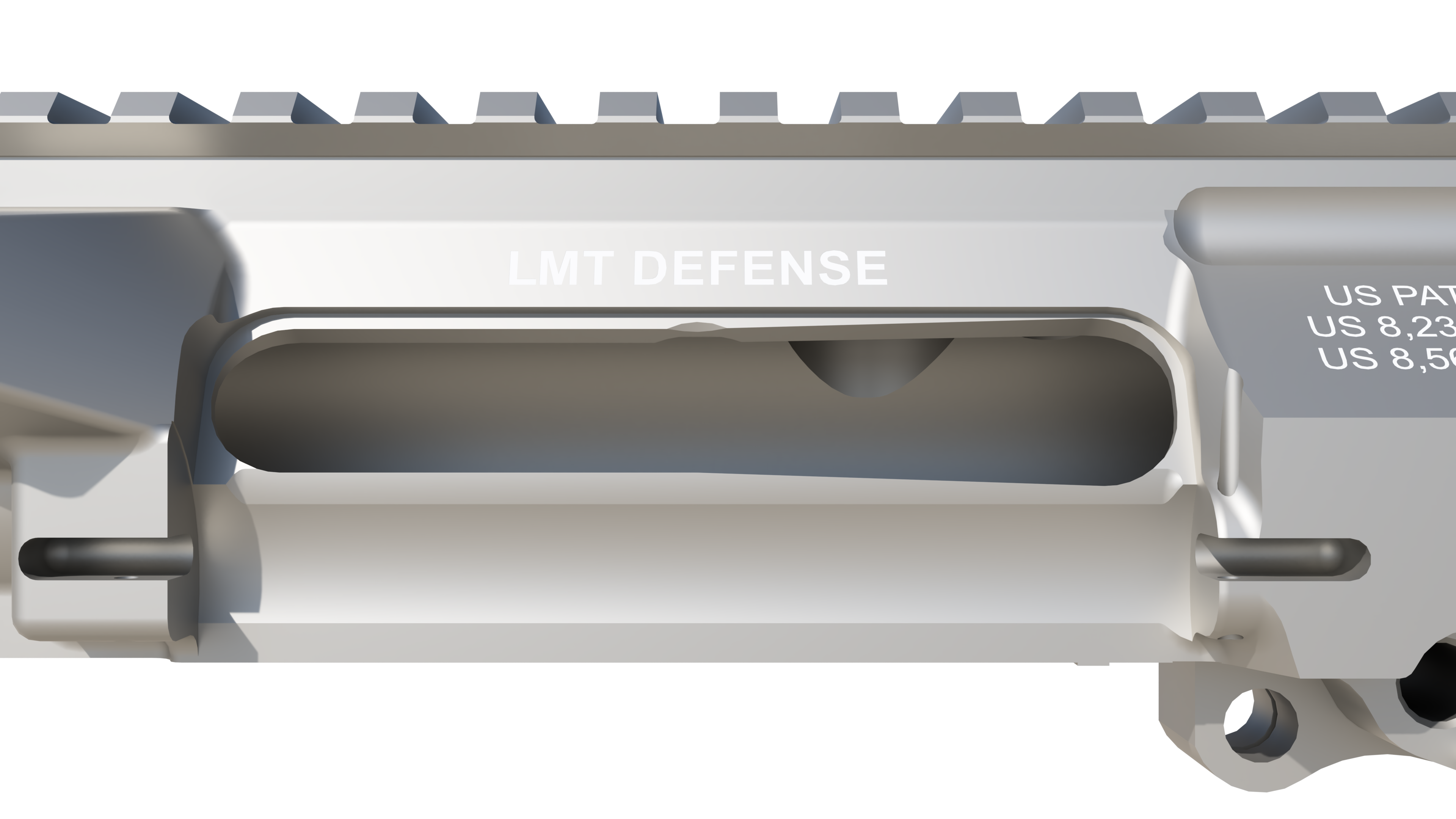
MRP上機匣較大的拋殼口

MARS-L的上機匣為一體式設計的一體式導軌平臺（MRP），即上機匣與護木為同一組件，為瞄準鏡、夜視儀等提供極穩固的安裝平臺。上機匣由7075 T6鋁鍛造件加工而成。上機匣設有兩種長度：頂部導軌18.5英寸長的步槍型，以及頂部導軌14.5英寸長的卡賓型。上機匣護木部分設有不同的導軌系統，護木的頭尾端皆設有多個QD槍背帶安裝孔。護木部分的MIL-STD-1913導軌設有多個.250-20 UNC-2B螺孔，以使用1990年代需安裝在此螺孔的雷射測距儀。
為了讓上下機匣結合更穩固，上機匣的前方底部（前機匣結合插梢後方）在左右兩側設有兩處LMT稱為「減速丘」的輕微凸起，LMT或用家在將其安裝在下機匣時，需因狀況打磨該兩處凸起，以獲得最穩固的機匣結合。亦可將兩處凸起完全磨平，以讓上下機匣分解更容易。
上機匣採用了LMT專利的雙螺銷槍管安裝系統，使用兩根T30梅花螺絲以140英寸磅扭力固定。只需拆下前方螺銷，並扭鬆後方螺銷即可拆下槍管連氣動系統，因此可以快速更換槍管以更換口徑、槍管長度，以及在直噴式氣動及短行程活塞間轉換。但亦因此，上機匣防塵蓋無法以一般AR-15的方式安裝，而是以兩根彈簧銷固定。
由於MARS-L可以使用.204 Ruger，因此其拋殼口前半部分較一般AR-15大，以順利拋出.204 Ruger較大的彈殼，亦讓MARS-L可隨時更換槍管使用如.458 SOCOM之類的大彈殼彈藥。
LMT會在上機匣右側雷射雕刻上公司名稱及美國專利編號，並在左側雕刻上加拿大專利編號和五位數的內部批次編號。由於左側的批次編號用途不大，LMT在2021年開始將左側的批次編號移除，並將加拿大專利編號移到右側，以減少雷射雕刻所需的時間。
MARS-L可以使用的上機匣包括：
| 名稱                          | 簡稱 | 護木導軌系統   | 描述 |
| ----------------------------- | ---- | -------------- | --- |
| MRP-L QUAD 9.25               | CQB  | 1913／4694導軌 | 最初的上機匣，採用四面MIL-STD-1913導軌 |
| MRP-L QUAD 13.25              | MRP  | 1913／4694導軌 | 最初的上機匣，採用四面MIL-STD-1913導軌 |
| MRP-L LM8 9.25                | LM8  | LM8            | 2012年推出，採用了LMT的LM8導軌安裝系統。自MLOK系列投產後LMT有計劃減少LM8系列的產量，轉為投入較受歡迎的QUAD及MLOK型。而在2021年更新網站後，LM8系列亦被移除 |
| MRP-L LM8 13.25               | SLK  | LM8            | 2012年推出，採用了LMT的LM8導軌安裝系統。自MLOK系列投產後LMT有計劃減少LM8系列的產量，轉為投入較受歡迎的QUAD及MLOK型。而在2021年更新網站後，LM8系列亦被移除 |
| MRP-L CSW 11.75               | CSW  | LM8            | 用於密閉空間武器（CSW）的上機匣，採用了LM8導軌安裝系統，護木部分較粗以容納內建抑制器，頂部導軌亦較其他上機匣高。 |
| MRP-L MLOK 9.25               | MLC  | M-LOK          | 2018年推出，採用了M-LOK。當M-LOK護木裝有任何配件時，槍管無法直接拆下，需要先拆除M-LOK配件方可拆下槍管。儘管此問題在「鏟頭」上得到解決，LMT在內部討論後決定不會更改MRP的設計。原因為M-LOK配件拆卸相對迅速，因此MRP更換槍管仍十分快速，所以LMT認為不值得為了些許的過程簡化而令所有MRP變寬及變重。                                                                                                  |
| MRP-L MLOK 13.25              | MLR  | M-LOK          | 2018年推出，採用了M-LOK。當M-LOK護木裝有任何配件時，槍管無法直接拆下，需要先拆除M-LOK配件方可拆下槍管。儘管此問題在「鏟頭」上得到解決，LMT在內部討論後決定不會更改MRP的設計。原因為M-LOK配件拆卸相對迅速，因此MRP更換槍管仍十分快速，所以LMT認為不值得為了些許的過程簡化而令所有MRP變寬及變重。                                                                                                  |
| MRP-L MLOK 11.5 "SPECWAR"     | SW   | M-LOK          | 2021年推出，基於美國特種部隊「提高殺傷力」的需求而設計，採用了M-LOK。護木長度比卡賓型上機匣長約60公釐（6格導軌），主要為配合12.5英寸中等長度直噴式槍管而設計，亦可使用任何12英寸以上的槍管。 |
| MRP-L MLOK 11.5" "SHOVELNOSE" | SN   | M-LOK          | LMT曾指可能會單純稱為「MRP活塞上機匣」，員工之間有時會稱其為「鏟頭（英語：Shovelnose）」。2021年5月推出，基於愛沙尼亞邊防隊需求而設計，採用了M-LOK。護木下半部分向前延長以包覆導氣座，並取消了護木最前端的QD槍背帶安裝孔。「鏟頭」使用CSW300鍛造件加工而成，護木較一般MRP寬，解決了M-LOK護木裝有配件時無法直接拆下槍管的問題。曾配上12英寸短行程活塞槍管作為完整上機匣作限量商品，單獨上機匣則為長駐商品。 |
| MRP-L LM8 7.25                | 無   | LM8            | 最初因員工誤將一套緊湊型上機匣作貨品寄出至一般顧客而意外曝光。 用於參加英國及東南亞評選的緊湊型上機匣，搭配的分別有未公開長度.300 BLK槍管及8.5英寸5.56 NATO槍管，LMT初步預計2022年可成為商業產品。設計使用10.5英寸以下的槍管 |

#### 下機匣
最初的MRP會搭配LMT的Defender（半自動型）或Guardian（全自動型）下機匣銷售。此兩款機匣外觀及配置跟標準M16／M4軍規下機匣一樣。
在紐西蘭國防軍合約中，LMT推出了MARS-L下機匣。下機匣由7075 T6鋁鍛造件加工而成，設有喇叭形彈匣井，以及完全雙邊操作的配件，射擊選擇桿圖示亦使用國際通用圖示。後來MARS-L下機匣成為MRP的標準配置。半自動型下機匣稱為MARS-LS，全自動型下機匣則稱為MARS-LA。

#### 槍管

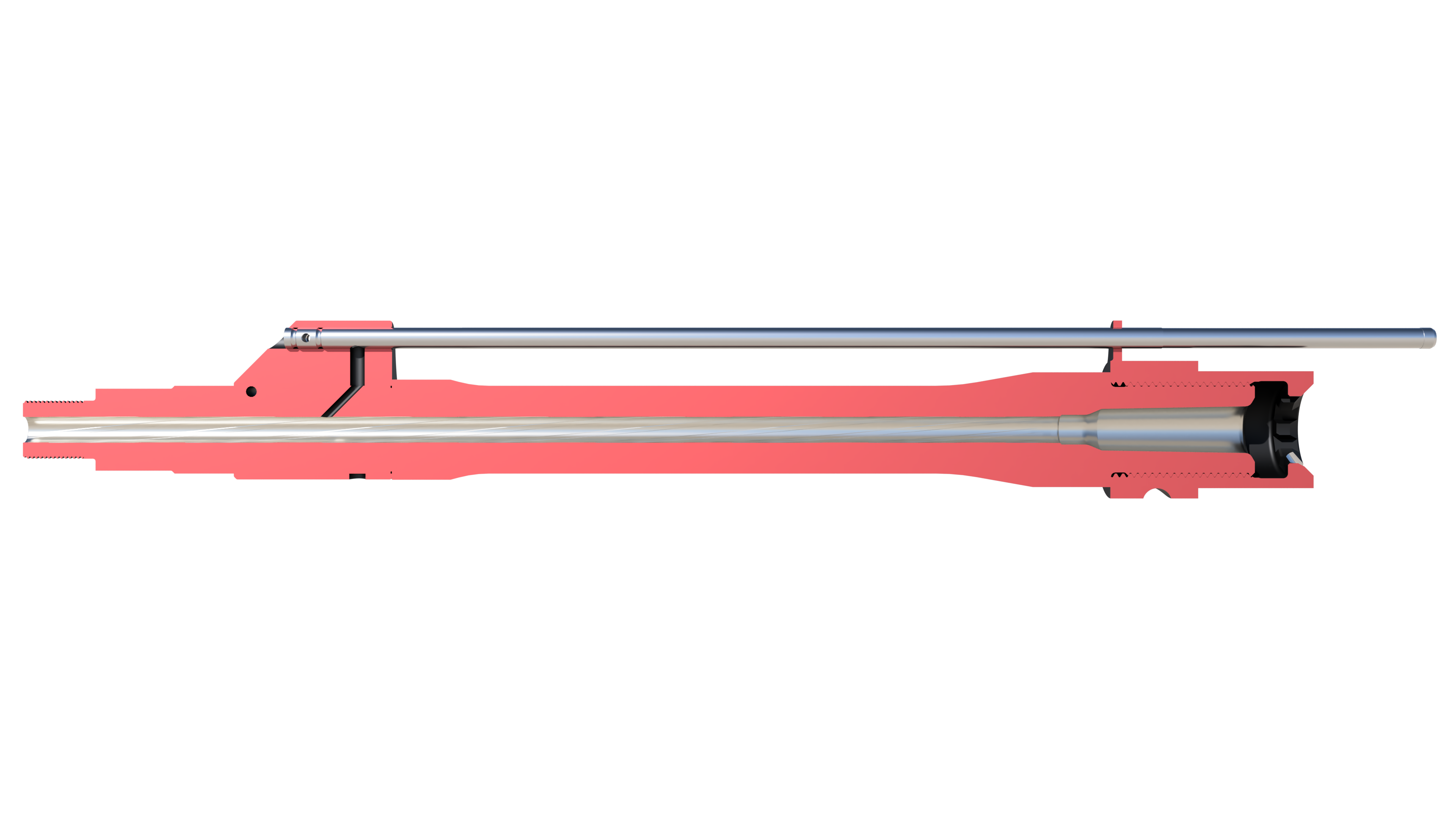
MARS-L槍管剖面，可見其45度鑽出的導氣孔、較長的槍管延伸及筆直的導氣管。圖為10.5英寸5.56 NATO直噴式槍管

由於MARS-L採用了雙螺銷槍管安裝系統，因此只能使用安裝在特規槍管延伸的槍管。導氣座壓合在槍管上，並以一根彈簧銷固定。
由於MARS-L的槍管延伸基本上為原來AR-15槍管延伸的加長版，因此可在AR-15槍管加上套筒來製作可用於MARS-L的槍管。LMT因庫存、需求等原因未提供任何定製槍管服務，並推薦設計出套筒的d.wilson mfg提供的MARS-L槍管改裝服務。
MARS-L槍管的導氣孔以45度鑽出，而非一般的垂直90度，此舉為防止導氣孔耗損時導致導氣量變大，令系統運作速度增快（以M4為例，正常全自動射速為每分鐘750-950發，但當導氣孔耗損時射速可增至每分鐘1025發）。另外，直噴式MARS-L採用了直形導氣管以增加壽命。
MARS-L亦有短行程活塞系統的槍管，並配有可調導氣座，但因可調導氣座尺寸較大，因此只能用在卡賓型上機匣及「鏟頭」上。
所有MARS-L槍管皆配有A2鳥籠型消焰器，用家亦可按需求更換為其他槍口配件。在紐西蘭國防軍的MARS-L及瑞士聯邦國防軍的Stgw 25上配有SureFire Warcomp消焰制退器，而在愛沙尼亞國防軍的R-20上則配有採用類似GSL抑制器安裝介面的消焰器，可供安裝LMT為愛沙尼亞研發的抑制器。
MARS-L有多種口徑、多種長度、以及直噴式／短行程活塞的槍管可用，全部41XX鋼槍管皆有內層鍍鉻，不銹鋼槍管則無：
| 口徑          | 長度 | 長度 | 氣動系統       | 材料   | 纏距     | 備註                                   |
| 口徑          | 英吋 | 公釐 | 氣動系統       | 材料   | 纏距     | 備註                                   |
| ------------- | ---- | ---- | -------------- | ------ | -------- | -------------------------------------- |
| .204 Ruger    | 20   | 508  | 步槍長度直噴式 | 不銹鋼 | 1:12 5R  |                                        |
| 5.56 NATO     | 8    | 203  | 直噴式         | 41XX鋼 | 1:7      |                                        |
| 5.56 NATO     | 10.5 | 266  | 卡賓長度直噴式 | 41XX鋼 | 1:7      |                                        |
| 5.56 NATO     | 11.5 | 292  | 卡賓長度直噴式 | 41XX鋼 | 1:7      |                                        |
| 5.56 NATO     | 12   | 305  | 短行程活塞     | 41XX鋼 | 1:7      |                                        |
| 5.56 NATO     | 12.5 | 318  | 中等長度直噴式 | 41XX鋼 | 1:7      | SPECWAR上機匣定製型                    |
| 5.56 NATO     | 14.3 | 364  | 短行程活塞     | 41XX鋼 | 1:7      | 愛沙尼亞定製型                         |
| 5.56 NATO     | 14.5 | 368  | 卡賓長度直噴式 | 41XX鋼 | 1:7      | 2021年內被中等長度直噴系統槍管完全取代 |
| 5.56 NATO     | 14.5 | 368  | 中等長度直噴式 | 41XX鋼 | 1:7      |                                        |
| 5.56 NATO     | 14.5 | 368  | 短行程活塞     | 41XX鋼 | 1:7      |                                        |
| 5.56 NATO     | 16   | 408  | 中等長度直噴式 | 41XX鋼 | 1:7      |                                        |
| 5.56 NATO     | 16   | 408  | 中等長度直噴式 | 不銹鋼 | 1:7.5 5R |                                        |
| 5.56 NATO     | 16   | 408  | 短行程活塞     | 41XX鋼 | 1:7      |                                        |
| 5.56 NATO     | 20   | 508  | 步槍長度直噴式 | 41XX鋼 | 1:7      |                                        |
| 5.56 NATO     | 20   | 508  | 步槍長度直噴式 | 不銹鋼 | 1:7.5 5R |                                        |
| .224 Valkyrie | 20   | 508  | 步槍長度直噴式 | 41XX鋼 | 1:7      |                                        |
| 6.8 SPC       | 12.5 | 318  | 卡賓長度直噴式 | 41XX鋼 | 1:10     | 採用SAAMI SPC（SPC I）膛室             |
| 6.8 SPC       | 12.5 | 318  | 短行程活塞     | 41XX鋼 | 1:10     | 採用SAAMI SPC（SPC I）膛室             |
| 6.8 SPC       | 16   | 408  | 卡賓長度直噴式 | 41XX鋼 | 1:10     | 採用SAAMI SPC（SPC I）膛室             |
| 6.8 SPC       | 16   | 408  | 短行程活塞     | 41XX鋼 | 1:10     | 採用SAAMI SPC（SPC I）膛室             |
| .300 BLK      | 10.5 | 266  | 手槍長度直噴式 | 41XX鋼 | 1:7      |                                        |
| .300 BLK      | 16   | 408  | 手槍長度直噴式 | 41XX鋼 | 1:7      |                                        |
| .350 Legend   | 16   | 406  | 卡賓長度直噴式 | 不銹鋼 | 1:16     |                                        |

#### 槍機組
MARS-L配有AR-15標準槍機組，而LMT增強型槍機組為額外可選零件。民用版本原廠配有底部孔洞向後稍為延伸的半自動槍機組，全自動槍機組為額外可選零件。另外亦有為使用M862 SRTA（英語：Short Range Training Ammunition，短程訓練彈）及Simunition訓練彈的訓練用槍機組。
LMT在民用版本配上半自動槍機組為一個管理層的決定。由於2017年拉斯維加斯槍擊案中槍手使用了3支LMT步槍（一支Defender 2000及兩支LM308MWS），LMT為防止日後在槍擊案後讓反槍團體有更多理由發起訴訟，因此作出「為半自動槍械生產半自動部件」的決定。
LMT增強型槍機組是一組為了讓短管、抑制、全自動的步槍，亦即讓M4A1步槍能可靠運作而設計的槍機組。當中槍機座修改了氣體進入槍機座時的路徑及排氣孔的數量和位置，槍機導桿軌道亦作出了修改以維持閉鎖時間；而槍機鎖耳加上了緩壓切口，退彈鉤改為雙彈簧的「龍蝦尾」式設計，膛面改為完全承托彈殼底的設計。槍機組亦改用強度更高的物料製作。
在短行程活塞型上則使用相應的短行程活塞槍機組。槍機座主要設計基於增強型槍機座，而活塞傳動桿撞擊面跟槍機座為一體式設計。初期活塞槍機組並未為槍機傾斜作出變更，亦未在物料上作出變更。因此在Iraqveteran8888的連發測試中，槍機座的活塞傳動桿撞擊面被撞至變形。之後LMT更改了槍機座物料，並將槍機座尾部下方加厚以防止槍機傾斜。
在愛沙尼亞國防軍的步槍上，LMT改用了新的第二代（G2）活塞槍機組，主要變更為改用擊針固定銷類似MARS-H槍機組的安全銷。

#### 緩衝系統
MARS-L採用AR-15卡賓長度緩衝系統。
另外亦有縮短2.75英寸的PDW緩衝系統。在PDW緩衝系統上將兩個緩衝配重改為安裝在槍機座尾部，因此可以大幅度縮短緩衝。由於PDW緩衝系統配重的重量跟Law Tactical摺疊槍托套件的槍機座尾部插件相近，PDW系統亦可使用Law Tactical摺疊槍托套件。但Law Tactical槍機座尾部插件沒有緩衝配重帶來的防止槍機回彈功能，因此只能在半自動系統上可靠運作。
儘管長度類似，LMT MARS-H的緩衝管比VLTOR A5系統略短，因此MARS-L無法直接安裝MARS-H緩衝管並改用A5緩衝，需使用A5系統的專用緩衝管，或稍為削短A5緩衝尾部以抵銷MARS-H緩衝管的長度不足。

#### 槍托及握把
MARS-L可使用任何AR-15槍托及握把，其中槍托可六段式伸縮調節。緩衝管上加上了乾膜潤滑劑，以降低噪音及提高槍托調節順暢度。全部MARS-L皆配有ERGO生產的橡膠包覆握把。
採用卡賓長度緩衝系統的MARS-L配有LMT的SOPMOD槍托。而採用PDW緩衝系統的MARS-L則採用了切掉前方部分的縮短版SOPMOD槍托。在PDW系統上，槍托完全伸出時長度大約為一般系統槍托伸出一段的長度。
愛沙尼亞版本上改為採用裝有Visible Assets射擊計數器的握把，以及Magpul MOE SL-K槍托。

#### 操作配件
MARS-L配有完全雙邊操作配件。所有操作以鏡像形式實現雙邊操作，因此左撇子射手學習的操作程序與右撇子射手完全一致。右側的無彈後定釋放桿位於彈殼偏向器下方，而左側的彈匣釋放鈕位於彈匣卡榫下方。MARS-L的射擊選擇桿為0（保險）-90（半自動）-180度（全自動）。扳機為二段扳機。每個配有扳機的序號部件（不論為單買下機匣組或完整槍械）出廠前，LMT都會將其扳機圖（扳機扣動距離及扣力關係的折線圖）繪出並存檔，並確保每套出廠扳機的性能都在LMT規定的區間內，而客戶若有需求亦可向LMT查詢某下機匣序號的扳機圖。
由於歐洲槍械的習慣，愛沙尼亞版本上依其要求改用了LMT新設計的歐洲式扳機系統，此扳機系統即使擊錘未被扳倒仍能將射擊選擇桿調到保險。LMT基於此扳機系統推出了AXLE二段扳機，並成為往後LMT步槍的標準扳機系統。
AXLE扳機組主要變更為將二段扳機的前鉤改為獨立部件，擴大扳機的可調範圍。而扳機、阻鐵、前鉤皆以扳機銷套安裝成一部件，因而得名AXLE（原定為AXL，但因避免與Axl Rose產生法律問題而改為AXLE）。標準AXLE扳機的總扳機扣力約為5磅。AXLE扳機分別有一般版及歐洲版，其中歐洲版將扳機前方的原阻鐵面切角（因二段扳機阻鐵面改為前鉤，因此實際已無必要），讓扳機在擊錘未被扳倒時仍有空間歸位，允許將射擊選擇桿調到保險。

#### 表面處理
MARS-L採用黑色陽極氧化處理，亦可按客戶要求提供不同的表面處理。曾限量推出鈦灰色、燒銅色、橄欖綠色及棕褐色陽極氧化處理機匣。

#### 附件
標準型MARS-L不會額外附上任何配件。而對照軍方採用型的民用參考步槍（英語：Reference Rifle）則會按照軍方規格配上相應配件。
紐西蘭國防軍的MARS-L配有LMT公制機械瞄具以及朝向三點鐘方向的刺刀座。採用朝向三點鐘方向的刺刀座是因為紐西蘭國防軍希望步槍裝上榴彈發射器時仍能使用刺刀而選用。愛沙尼亞國防軍的MARS-L上亦有刺刀座，但為整合在短行程活塞導氣座下方的設計，另外愛沙尼亞亦採用了LMT機械瞄具，但照門為不設距離調節的戰鬥照門。

#### 彈匣
MARS-L可使用任何AR-15規格彈匣，包括所有符合STANAG 4179協議草案的彈匣。

## 型號
- Confined Space Weapon：密閉空間武器，.300 BLK口徑，12英寸內建抑制直噴式槍管，使用CSW300上機匣及PDW緩衝系統
- Defender-L 5.56：16英寸直噴式槍管，使用Defender下機匣及MLC上機匣
- MARS-L 5.56 QUAD：16英寸直噴式槍管，使用CQB上機匣
- MARS-L 5.56 PISTOL：11.5英寸直噴式槍管，使用MLC上機匣，配有SB Tactical SBA3手臂支撐器以手槍形式銷售
- MARS-L 5.56 PISTON：16英寸短行程活塞槍管，使用MLC上機匣
- MARS-L PDW 5.56：10.5英寸直噴式槍管，使用MLC上機匣及PDW緩衝系統
- MLC：16英寸直噴式槍管，使用MLC上機匣

#### 軍用步槍
- MARS-L：紐西蘭國防軍採用的CQB16，原採用Guardian下機匣，最終採用新的MARS-L下機匣，並被命名為MARS-L（英語：Modular Assault Rifle System - Light，模組化突擊步槍系統—輕型）。使用16英寸直噴式槍管及CQB上機匣，配有LMT公制機械瞄具、刺刀座及SureFire Warcomp消焰制退器。MARS-L的配發瞄具為Trijicon ACOG TA31RMR[33]
- R-20 Rahe：愛沙尼亞國防軍採用的14.3英寸槍管MARS-L，命名為「5.56公釐自動步槍R-20」。採用歐洲式AXLE扳機及射擊計數器握把，採用短行程活塞系統及MLC上機匣。R-20的配發瞄具為Vortex Sparc AR紅點鏡及Holosun HM3X 3倍放大鏡[34]，另外可安裝M-LOK附加導軌以使用M203 2003榴彈發射器，以及使用Holosun LE321G雷射瞄準儀
- R-20 S：愛沙尼亞國防軍採用的12英寸槍管MARS-L，命名為「5.56公釐自動步槍R-20 S」。配發瞄具為Holosun HS515GM紅點鏡及Holosun HM3X 3倍放大鏡
- Stgw 25：瑞士聯邦國防軍採用的16英寸槍管MARS-L，命名為「突擊步槍25年型」（德語：Sturmgewehr 25）。採用歐洲式AXLE扳機、短行程活塞系統、增強型槍機組及「鏟頭」上機匣，全槍採用FDE色外觀。槍口配件採用Surefire Warcomp以使用已隨Stgw 07k投入使用的Surefire抑制器
- Stgw 25 k：瑞士聯邦國防軍採用的12英寸槍管MARS-L，命名為「突擊步槍25年型短型」（德語：Sturmgewehr 25 kurz）

#### 民用參考步槍
- NZ REF：紐西蘭參考步槍，配置仿照紐西蘭採用的MARS-L。差異為不設全自動模式，及改用了半自動槍機組
- R-20 RAHE REF：愛沙尼亞國防軍參考步槍，配置仿照愛沙尼亞國防軍採用的R-20。由於愛沙尼亞國防軍亦有採用少量半自動R-20，因此LMT稱此參考步槍跟實際採用版本相當接近。完成愛沙尼亞國防軍的合約後推出[32]

#### 衍生型
- MARS-L9：同樣採用MARS雙邊操作系統的9 mm手槍口徑卡賓槍[35]
- MARS-H：同樣採用MARS雙邊操作系統的SR-25規格步槍
- C8IUR：加拿大柯爾特推出的一體式上機匣版C8卡賓槍，獲LMT授權
- MRR：模組化導軌步槍（英語：Modular Rail Rifle），加拿大柯爾特推出的一體式上機匣步槍，獲LMT授權
- C20：加拿大柯爾特推出的7.62口徑一體式上機匣步槍，獲LMT授權[36]

## 使用者
| 國家     | 組織                 | 描述 | 採用型       | 數量    | 資料來源                  |
| -------- | -------------------- | --- | ------------ | ------- | ------------------------- |
| 哥伦比亚 | 特種部隊             | 採用CQB 10.5英寸槍管型。 | CQB10        | 未知    | [ 37 ]                    |
| 爱沙尼亚 | 愛沙尼亞國防軍       | 2018年12月4日公佈MARS-L獲選為新型制式步槍，主要採用14.3英寸槍管型，另外為特種作戰部隊採購了12英寸槍管型。整個步槍系列命名為R-20冰雹。同一合約亦包含約1,000支7.62 NATO口徑的MARS-H。愛沙尼亞以2,200萬歐元購買了各型步槍共16,000支。在2020年總共交付了6,050支R-20。 | R-20 R-20 S  | ~15,000 | [ 13 ] [ 38 ] [ 39 ]      |
| 爱沙尼亚 | 愛沙尼亞防衛聯盟     | 2018年12月4日公佈MARS-L獲選為新型制式步槍，主要採用14.3英寸槍管型，另外為特種作戰部隊採購了12英寸槍管型。整個步槍系列命名為R-20冰雹。同一合約亦包含約1,000支7.62 NATO口徑的MARS-H。愛沙尼亞以2,200萬歐元購買了各型步槍共16,000支。在2020年總共交付了6,050支R-20。 | R-20 R-20 S  | ~15,000 | [ 13 ] [ 38 ] [ 39 ]      |
| 爱沙尼亚 | 愛沙尼亞特種作戰部隊 | 2018年12月4日公佈MARS-L獲選為新型制式步槍，主要採用14.3英寸槍管型，另外為特種作戰部隊採購了12英寸槍管型。整個步槍系列命名為R-20冰雹。同一合約亦包含約1,000支7.62 NATO口徑的MARS-H。愛沙尼亞以2,200萬歐元購買了各型步槍共16,000支。在2020年總共交付了6,050支R-20。 | R-20 R-20 S  | ~15,000 | [ 13 ] [ 38 ] [ 39 ]      |
| 英国     | 英國交通警察局       | 2012年開始使用CQB Defender 10.5英寸槍管型為警員制式步槍。 | CQB Defender | 未知    | [ 40 ] [ 41 ] [ 42 ]      |
| 英国     | 柴郡警察             | 由槍械授權警員使用。 | CQB Defender | 未知    | [ 43 ] [ 44 ]             |
| 英国     | 泰晤士谷警察         | 由持械反應警員使用，為CQB Defender 10.5英寸槍管型。 | CQB Defender | 未知    | [ 45 ]                    |
| 英国     | 漢普郡警察           | 由槍械授權警員使用，為CQB Defender 10.5英寸槍管型。 | CQB Defender | 未知    | [ 46 ]                    |
| 新西兰   | 紐西蘭國防軍         | 2015年8月18日公佈CQB16獲選為新型制式步槍，紐西蘭預計以5,900萬紐西蘭元購買8,800套包含ACOG及燈具的步槍系統。最終購買了9,040支，並命名為「模組化突擊步槍系統—輕型」（英語：Modular Assault Rifle System - Light，簡稱為MARS-L）                                                                                          | MARS-L       | 9,040   | [ 3 ] [ 5 ] [ 47 ] [ 48 ] |
| 新西兰   | 紐西蘭               | 使用14.5英寸槍管、MRP上機匣的MARS-L為制式步槍，並採用了LMT的增強型槍機組。 | MRP MARS-LA  | 未知    | [ 49 ]                    |
| 巴拿马   | 巴拿馬公共部隊       | 特種部隊採用CQB 14.5英寸槍管型。 | CQB14        | 未知    | [ 50 ]                    |
| 瑞士     | 特戰司令部           | LMT與SWISSLOXX AG合作，在2025年2月23日公佈取得瑞士聯邦國防軍的合約，供應以5.56 NATO為主、以及其他多種口徑的武器。合約中短行程活塞型MARS-L獲選為5.56 NATO武器，並命名為「突擊步槍25年型」（德語：Sturmgewehr 25，簡稱為Stgw 25）。                                                               | Stgw 25      | 未知    | [ 21 ] [ 22 ]             |
| 美国     | 西塞羅警察           | 2016年LMT透過Spirit of Blue基金會向西塞羅警察捐贈了3支CQB Defender 16英寸槍管型 | CQB Defender | 3       | [ 51 ]                    |
| 美国     | 密歇根州警察         | 2018年12月10日LMT透過Spirit of Blue基金會向密歇根州警察捐贈了5支CQB MARS-LA 10.5英寸槍管型，並由緊急支援隊使用。 | CQB MARS-LA  | 5       | [ 25 ]                    |
| 美国     | 埃爾德里奇警察       | 2019年LMT透過Spirit of Blue基金會向埃爾德里奇警察捐贈了10支MLC MARS-LS 11.5英寸槍管型。 | MLC MARS-LS  | 10      | [ 52 ]                    |
| 美国     | 未公開執法部門       | LMT為此未公開執法部門客製步槍，並公開在2019及2020年產品目錄中。型號為MARS-LA PDW，並配有Law Tactical摺疊槍托套件 | MARS-LA PDW  | 未知    | :23                       |
| 美国     | 未公開特種部隊       | 未公開的部隊採用了LMT的步槍，並向LMT提供意見回饋，該槍配置在2020年產品目錄中公開，為12.5英寸中等長度直噴式槍管的MLC MARS-LA。另外為避免鎖耳斷裂而採用增強型槍機，並未採用增強型槍機座。                                                                                           | MLC MARS-LA  | 未知    | :25                       |

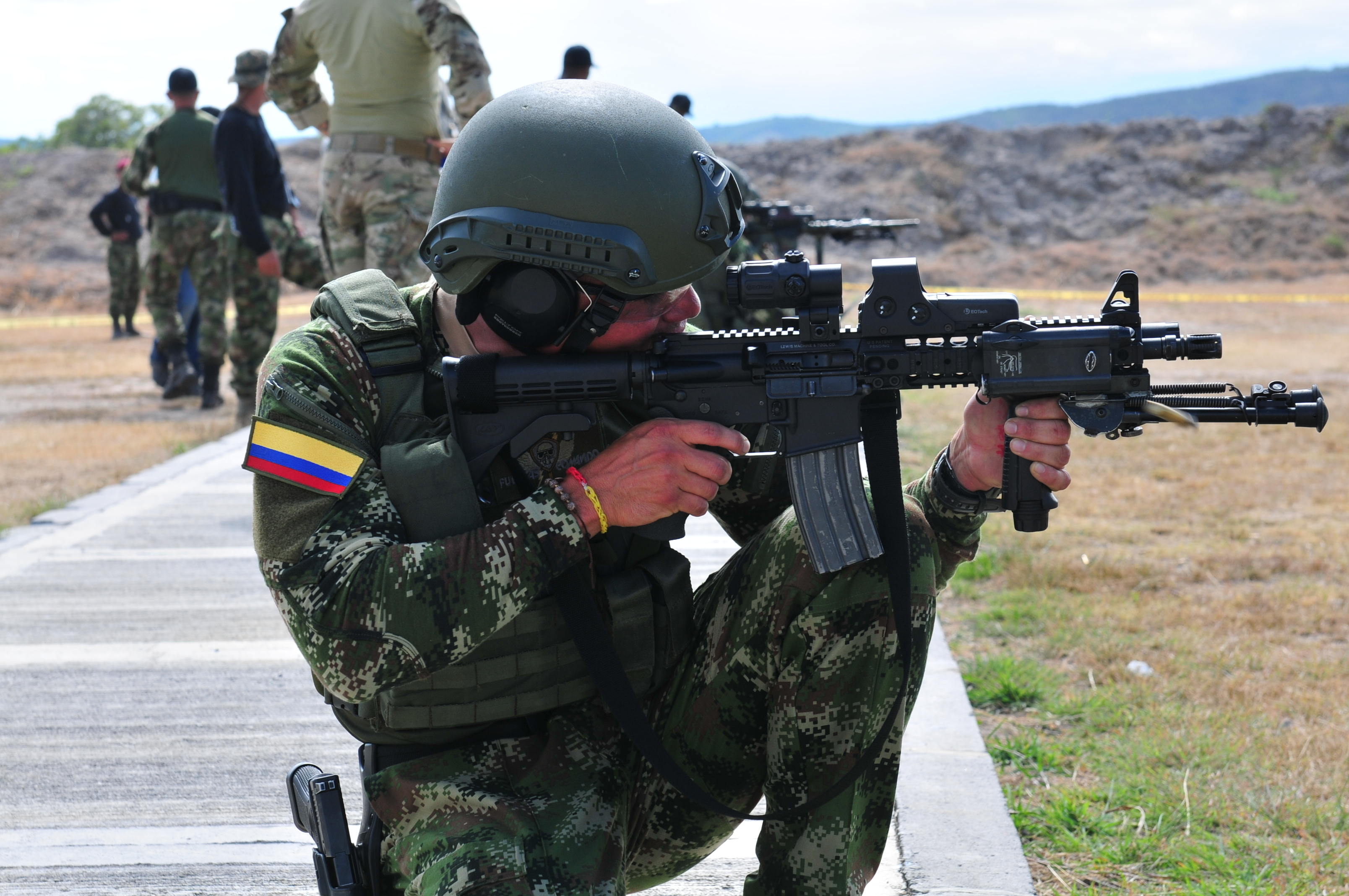
在「突擊部隊2014」（西班牙語：Fuerzas Comando 2014）特種作戰技術競賽中使用CQB10的哥倫比亞特種部隊隊員，隱約可見MRP較大的拋殼口
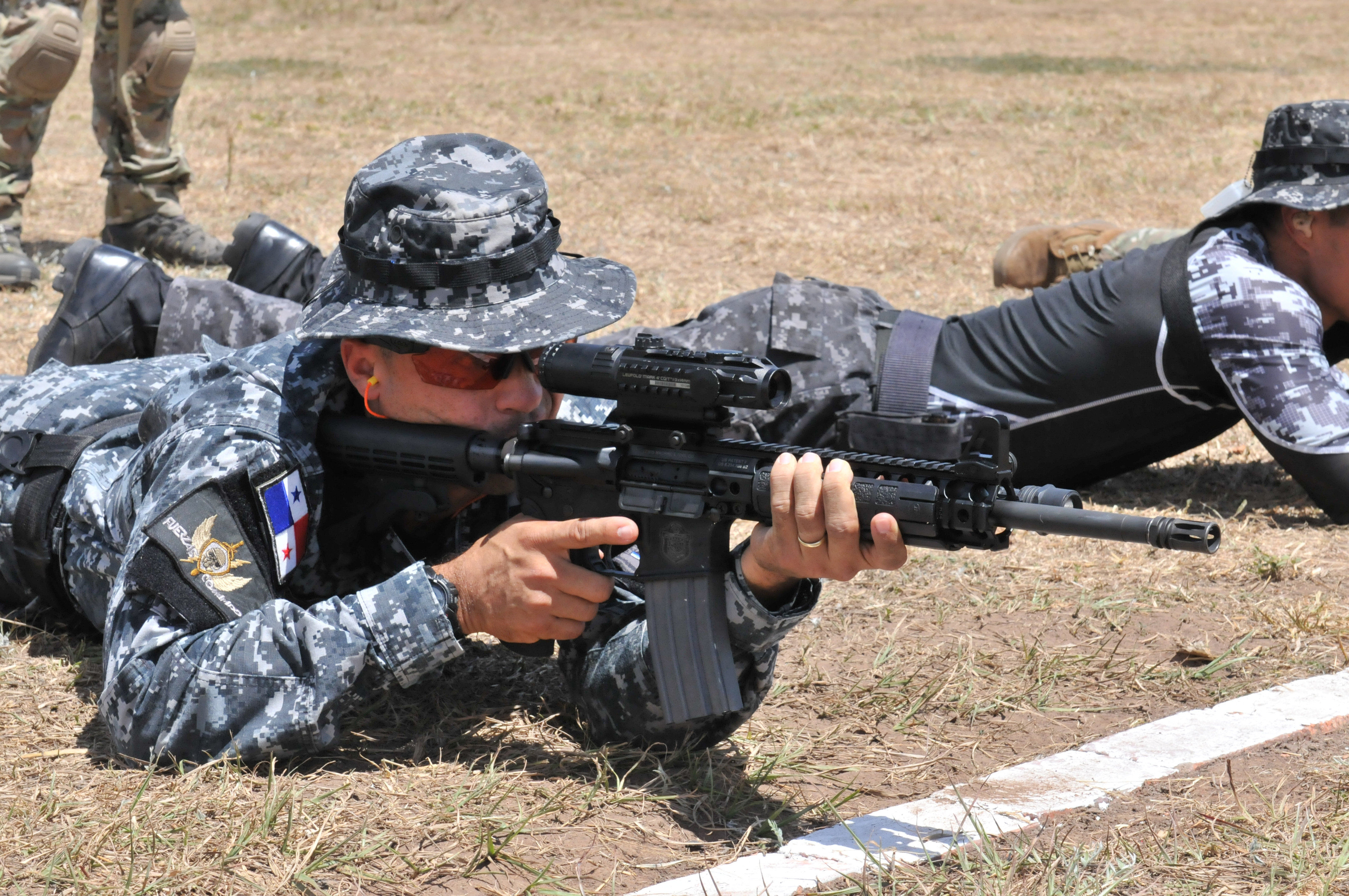
在「突擊部隊2014」中使用CQB14的巴拿馬特種部隊隊員
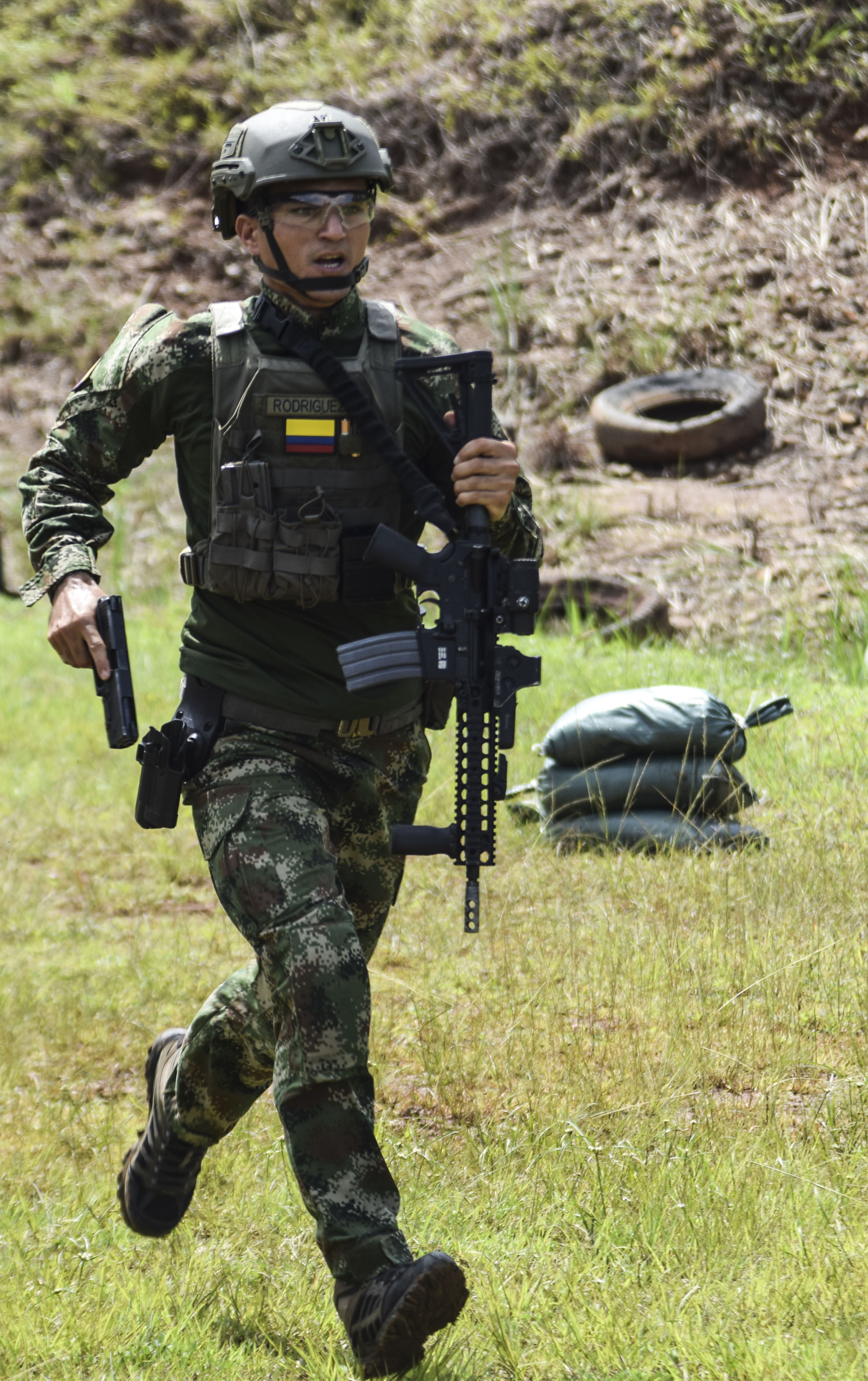
在「突擊部隊2018」中使用CQB10的哥倫比亞特種部隊隊員
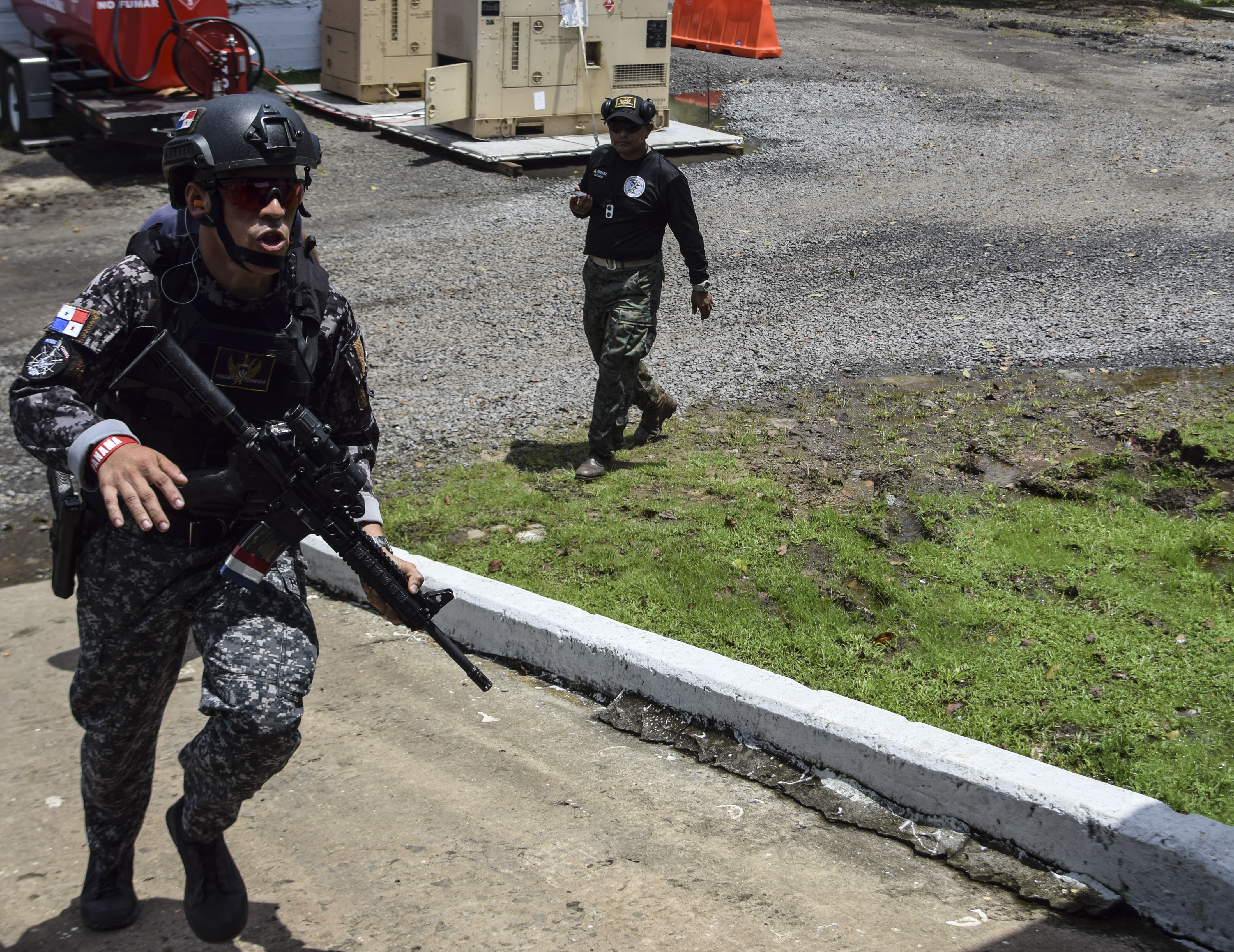
在「突擊部隊2018」中使用CQB14的巴拿馬特種部隊隊員

## 流行文化

#### 電視劇
- 2016年—《紙牌屋》：密閉空間武器（CSW）在第4季第13集中被一名探員使用。

#### 專利文件
- US PAT. 6182389 B1 - 槍械槍機組專利文件（已過期）
- US PAT. 8234808 B2 - 槍械之一體式導軌平臺及槍機組專利文件
- US PAT. 10197353 B2 - 帶雙邊操作無彈後定釋放桿機匣專利文件

#### LMT文件
- MRP規格表 （页面存档备份，存于）
- MRP活塞型規格表 （页面存档备份，存于）
- MRP操作及安全手冊 （页面存档备份，存于）
- LMT 2020年產品目錄 （页面存档备份，存于）

#### LMT YouTube影片
- LMT 2021年2月的YouTube直播問答影片 （页面存档备份，存于）
- LMT 2021年3月的YouTube直播問答影片 （页面存档备份，存于）
- LMT 2021年4月的YouTube直播問答影片 （页面存档备份，存于）
- LMT 2021年5月的YouTube直播問答影片 （页面存档备份，存于）
- LMT 2021年6月的YouTube直播問答影片 （页面存档备份，存于）
- LMT 2021年8月的YouTube直播問答影片 （页面存档备份，存于）
- LMT槍托介紹YouTube影片 （页面存档备份，存于）

#### 第三方YouTube影片
- SmallArmsSolutions的增強型槍機組介紹影片 （页面存档备份，存于）
- SmallArmsSolutions的CQB16介紹影片 （页面存档备份，存于）
- SmallArmsSolutions的MLC及SR-15 Mod 2比較影片 （页面存档备份，存于）
- SmallArmsSolutions的MLC介紹影片
- GarandThumb的MARS-L介紹影片 （页面存档备份，存于）
- 愛沙尼亞國防軍的R-20系列影片 （页面存档备份，存于）
- 愛沙尼亞國防軍的步槍測試影片 （页面存档备份，存于）
- Forgotten Weapons的R-20介紹影片 （页面存档备份，存于）

#### 其他
- 愛沙尼亞國防軍裝備介紹頁面 （页面存档备份，存于）（愛沙尼亞語）

## 資料來源
1. ↑  Christopher R. Bartocci. . Small Arms Defense Journal. 2002-08-20  [2021-02-08]. （原始内容存档于2021-02-08） （美国英语）.
2. ↑  Christopher R. Bartocci. . www.shootingillustrated.com. 2016-12-07  [2021-02-08]. （原始内容存档于2020-11-28） （英语）.
3. 1 2  New Zealand Ministry of Defence. . www.defence.govt.nz.   [2021-02-08]. （原始内容存档于2021-02-01） （英语）.
4. ↑  Miles. . The Firearm Blog. 2018-09-25  [2021-02-08]. （原始内容存档于2021-01-14） （美国英语）.
5. 1 2  David Fisher. . NZ Herald. 2018-09-19  [2021-02-08]. （原始内容存档于2020-12-14） （英语）.
6. ↑  Rafał Muczyński. . www.milmag.pl. 2018-08-01  [2021-02-10]. （原始内容存档于2021-02-15） （波兰语）.
7. ↑  Matthew Moss. . The Firearm Blog. 2018-09-12  [2021-02-10]. （原始内容存档于2021-02-13） （美国英语）.
8. ↑  Nathaniel F. . The Firearm Blog. 2017-07-11  [2021-03-06]. （原始内容存档于2021-01-27） （美国英语）.
9. ↑  Aili Vahtla. . ERR. 2017-11-22  [2021-03-06]. （原始内容存档于2021-01-20） （英语）.
10. ↑  Aili Vahtla. . ERR. 2018-01-31  [2021-03-06]. （原始内容存档于2021-03-07） （英语）.
11. 1 2  Matthew Moss. . The Firearm Blog. 2018-04-05  [2021-02-08]. （原始内容存档于2021-01-18） （美国英语）.
12. ↑  . Small Arms Solutions, LLC.   [2021-03-06]. （原始内容存档于2019-12-05） （英语）.
13. 1 2  Dylan Malyasov. . defence-blog.com. 2020-07-23  [2021-02-09]. （原始内容存档于2021-01-22） （美国英语）.
14. ↑  BNS, ERR News. . ERR. 2019-03-11  [2021-02-09]. （原始内容存档于2021-02-28） （英语）.
15. ↑  Aili Vahtla. . ERR. 2018-12-18  [2021-03-06]. （原始内容存档于2021-01-15） （英语）.
16. ↑  ERR, BNS, ERR News |. . ERR. 2019-02-20  [2021-03-06]. （原始内容存档于2021-02-26） （英语）.
17. ↑  Andrew Whyte. . ERR. 2019-07-03  [2021-03-06]. （原始内容存档于2020-11-26） （英语）.
18. ↑  Matthew Moss. . The Firearm Blog. 2020-10-28  [2021-02-08]. （原始内容存档于2020-11-28） （美国英语）.
19. 1 2  2nd Lt. Raiko Jäärats (编).  (PDF). Strategic Communication Department, Headquarters of the Estonian Defense Forces. 2021: 42–43  [2021-05-31]. ISSN 2613-4934. （原始内容 (PDF)存档于2021-05-03）.
20. ↑  . LMT Defense. 2025-02-23  [2025-07-31] （美国英语）.
21. 1 2  Dâmaso, Marco. . spartanat.com. 2025-03-03  [2025-07-31] （英语）.
22. 1 2  Damaso, Marco. . Dashuyn. 2025-04-12  [2025-07-31] （英语）.
23. 1 2 3 4  James Reeves. . The Firearm Blog. 2021-01-31  [2021-02-07]. （原始内容存档于2021-02-27） （美国英语）.
24. ↑  Guns & Ammo Editorial Staff. . Guns and Ammo. 2019-04-08  [2021-02-09]. （原始内容存档于2021-05-12） （英语）.
25. 1 2  Smith, Ryan. . 2018-12-21  [2021-02-09]. （原始内容存档于2021-02-28） （美国英语）.
26. ↑  Stefan Becket. . www.cbsnews.com. 2017-10-04  [2021-09-11]. （原始内容存档于2017-10-05） （美国英语）.
27. ↑  . KTNV. 2018-01-19  [2021-09-11]. （原始内容存档于2021-09-11） （英语）.
28. ↑  . Small Arms Solutions, LLC. 2018-01-17  [2021-02-07] （英语）.
29. ↑  Beckstrand, Tom. . Guns and Ammo. 2019-05-19  [2021-02-07]. （原始内容存档于2021-01-16） （英语）.
30. 1 2  Merrill, Dave. . Recoil. 2017-08-18  [2021-05-01]. （原始内容存档于2021-05-01） （美国英语）.
31. ↑  Doug E. . The Firearm Blog. 2021-01-18  [2021-02-09]. （原始内容存档于2021-01-19） （美国英语）.
32. 1 2  James Reeves. . The Firearm Blog. 2021-01-20  [2021-02-07]. （原始内容存档于2021-02-26） （美国英语）.
33. ↑  Kirsty Lawrence. . Stuff. 2017-06-15  [2021-02-09]. （原始内容存档于2021-03-11） （英语）.
34. ↑  Matthew Moss. . The Firearm Blog. 2020-01-29  [2021-02-09]. （原始内容存档于2021-07-20） （美国英语）.
35. ↑  R, Austin. . The Firearm Blog. 2022-01-18  [2022-01-19]. （原始内容存档于2022-01-20） （美国英语）.
36. ↑  . www.armyrecognition.com. 2020-05-13  [2021-02-09]. （原始内容存档于2021-02-13） （英语）.
37. ↑  . DVIDS.   [2021-02-09]. （原始内容存档于2019-09-23） （英语）.
38. ↑  EESTI. . ERR. 2018-12-04  [2021-02-08]. （原始内容存档于2021-03-03） （爱沙尼亚语）.
39. ↑  Matthew Moss. . The Firearm Blog. 2018-12-05  [2021-02-08]. （原始内容存档于2020-12-10） （美国英语）.
40. ↑  British Transport Police.  (PDF).   [2021-02-08]. （原始内容 (PDF)存档于2015-09-19） （英国英语）.
41. ↑  Austin, Jon. . Express.co.uk. 2015-10-17  [2021-02-07]. （原始内容存档于2021-01-19） （英语）.
42. ↑  . www.eliteukforces.info. 2015-12-02  [2021-02-09]. （原始内容存档于2018-01-15）.
43. ↑  . www.eliteukforces.info.   [2021-02-09]. （原始内容存档于2021-03-23） （英国英语）.
44. ↑  Greenwood, Chris. . Mail Online. 2012-07-02  [2021-02-09]. （原始内容存档于2020-12-28）.
45. ↑  Tom Barnes. . The Independent. 2018-05-07  [2021-02-09]. （原始内容存档于2021-02-10） （英国英语）.
46. ↑  . BBC News. 2017-05-24  [2021-02-09]. （原始内容存档于2021-02-09） （英国英语）.
47. ↑  Nathaniel F. . The Firearm Blog. 2015-08-18  [2021-02-08]. （原始内容存档于2021-02-24） （美国英语）.
48. ↑  Miles. . The Firearm Blog. 2015-08-28  [2021-02-08]. （原始内容存档于2021-01-24） （美国英语）.
49. ↑  Matthew Moss. . Overt Defense. 2018-10-05  [2021-02-09]. （原始内容存档于2021-01-22） （加拿大英语）.
50. ↑  DoD. . www.defense.gov.   [2021-02-09] （美国英语）.
51. ↑  Gallagher, Stephen. . 2016-06-13  [2021-02-09]. （原始内容存档于2021-02-15） （美国英语）.
52. ↑  DeWitt, Jennifer. . The Quad-City Times. 2019-10-21  [2021-02-09]. （原始内容存档于2021-02-15） （英语）.
53. ↑  LMT.  (PDF): 27.   [2021-02-11]. （原始内容 (pdf)存档于2021-04-28） （美国英语）.
54. 1 2  LMT.  (PDF).   [2021-02-11]. （原始内容 (pdf)存档于2021-04-28） （美国英语）.